# Floure
 Floure  es una población y comuna francesa, en la región de Languedoc-Rosellón, departamento de Aude, en el distrito de Carcasona y cantón de Capendu.

## Demografía
| 178 | 138 | 137 | 260 | 255 | 318 |
| Para los censos de 1962 a 1999 la población legal corresponde a la población sin duplicidades (Fuente: INSEE [Consultar]) |     |     |     |     |     |